# Limon (roche)
Pour les articles homonymes, voir Limon.

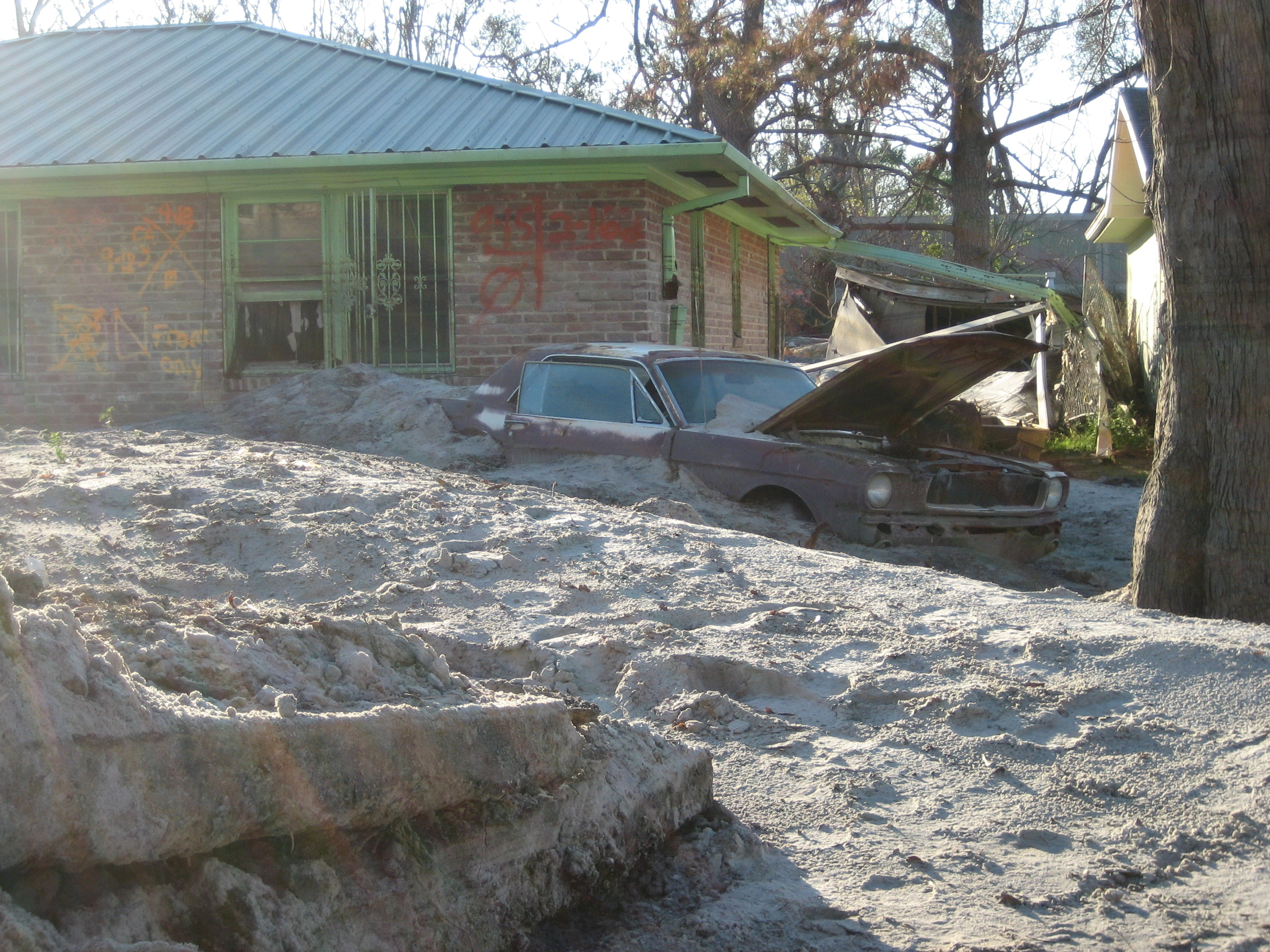
Alluvions déposées lors des inondations dues au passage du cyclone Katrina à La Nouvelle-Orléans (2006).

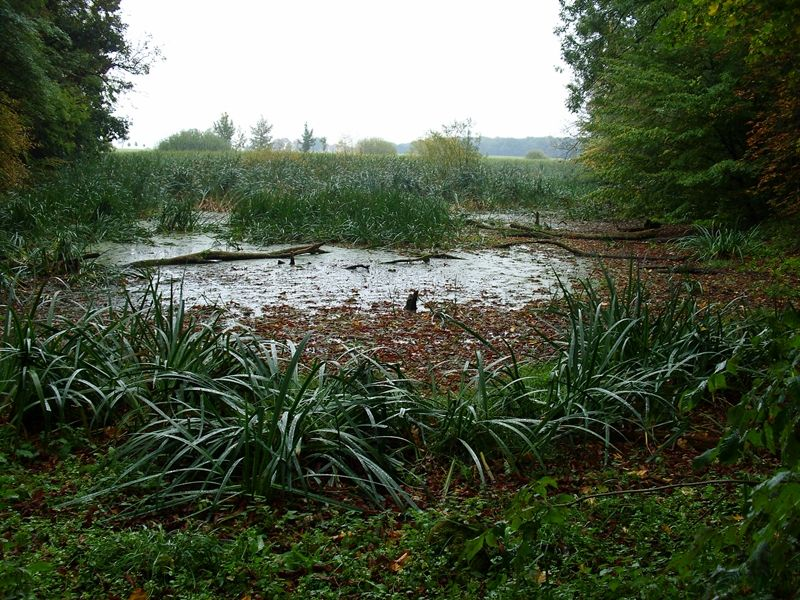
Un lac silteux situé à Eichhorst, Allemagne.

Un limon, parfois dénommé silt, est en sédimentologie et en pédologie un matériau granulaire de taille comprise entre le sable et l'argile, c'est-à-dire entre 2 et 63 micromètres (les limites précises pouvant varier quelque peu suivant les standards retenus). Un dépôt majoritairement limoneux peut être qualifié de limon.
Le matériau granulaire constituant le limon peut avoir une origine minérale variée et contient généralement du quartz, parfois du feldspath, ou de microscopiques fragments lithiques (composés de plusieurs minéraux encore jointifs) issus de roches variées, y compris des pélites comme les argilites, les schistes et les phyllades. 
Le matériau peut typiquement être aussi mêlé avec des minéraux argileux purs, comme des argiles de type mica. 
Le limon représente, avec ces argiles, l'ultime produit de l'érosion fluviale des roches du bassin versant des rivières. Les limons étant souvent en suspension dans l'eau, ils peuvent contribuer à sa turbidité. Les limons caractérisent les dépôts éoliens de lœss, aussi nommés « limon des plateaux », et sont aussi fréquents dans les divers types de dépôts alluviaux. Dans ces derniers cas, les particules limoneuses peuvent représenter une source d'éléments nutritifs pour les espèces végétales et les micro-organismes. À ce titre, les limons ont un intérêt majeur pour le renouvellement de la fertilité des sols et donc pour leur exploitation agricole.
Le limon peut se présenter sous forme de sol (souvent mélangé avec du sable ou de l'argile) ou sous forme de sédiment mélangé en suspension avec de l'eau (également appelée charge en suspension) dans une étendue d'eau telle qu'une rivière. Il peut également exister sous forme de sol déposé au fond d'une masse d'eau, comme dans les coulées de boue provenant des glissements de terrain.
Le silt a une surface spécifique modérée avec un toucher plastique généralement non collant. Le silt a généralement un toucher farineux lorsqu'il est sec et glissant lorsqu'il est mouillé. Le silt, observé avec une loupe, présente souvent un aspect brillant. Il peut également être appréhendé par la langue et apparaître granuleux lorsque placé sur les incisives (même lorsqu'il est mélangé avec des particules d'argile), contrairement à d'autres matériaux.

## Sources
Le silt est créé par une variété de processus physiques, capables de diviser les cristaux de quartz généralement de la taille du sable des roches primaires, en exploitant les carences de leur réseau. Celles-ci impliquent une altération chimique de la roche  et du régolithe, ainsi qu'un certain nombre de processus physiques d'altération tels que cryoclastie et haloclastie . Le processus principal est l'abrasion par le transport, y compris la fragmentation fluviale, l'attrition éolienne et le broyage glaciaire. C'est dans les milieux semi-arides  que des quantités importantes de silt sont produites. Le silt est parfois appelé en anglais « rock flour » (« farine de roche ») ou « stone dust», surtout lorsqu'il est produit par l'action des glaciers. Minéralogiquement, le silt est composé principalement de quartz et de feldspath. La roche sédimentaire composée principalement de silt est connue sous le nom de siltite. La liquéfaction du sol créée par un fort tremblement de terre est du silt en suspension dans l'eau qui est hydrodynamiquement forcé sous le niveau du sol.

## Critères de grosseur de grain

Triangle de texture du sol, montrant les 12 principales classes texturales et les échelles de taille des particules telles que définies par le Département de l'agriculture des États-Unis.
Les textures du sol sont classées par les fractions de chaque sol distinct —« sand », « sable »; « silt », « limon »; « clay », « argile » — présentes dans un sol. Les classifications sont généralement nommées pour la taille des particules du constituant principal ou une combinaison des tailles de particules les plus abondantes, par exemple « sandy clay », « argile sableuse » ou « silty clay » « argile limoneuse ».
Un quatrième terme, loam, est utilisé pour décrire les propriétés égales du sable, du limon et de l'argile dans un échantillon de sol, et prête à nommer encore plus de classifications, par exemple « clay loam » « loam argileux » ou « silt loam », « loam limoneux ».

Dans l'échelle Udden–Wentworth (due à Krumbein ), les particules de silt varient entre 0,0039 et 0,0625 mm, plus gros que l'argile (clay) mais plus petit que les particules de sable . L'ISO 14688 classe les silts entre 0,002 mm et 0,063 mm (subdivisé en trois grades fin, moyen et grossier 0,002 mm à 0,006 mm à 0,020 mm à 0,063 mm). En réalité, le silt est chimiquement distinct de l'argile, et contrairement à l'argile, les grains de silt ont approximativement la même taille dans toutes les dimensions; en outre, leurs gammes de tailles se chevauchent. Les argiles (clay)  sont formées de fines particules en forme de plaque maintenues ensemble par des forces électrostatiques, présentent donc une cohésion. Les silts purs ne sont pas cohésifs. Selon le système de classification de la texture du sol du département de l'Agriculture des États-Unis, la distinction sable (sand)-silt est établie à une taille de particule de 0,05 mm. Le système USDA a été adopté par l'Organisation des Nations unies pour l'alimentation et l'agriculture (FAO). Dans le Unified Soil Classification System (en) (USCS) et le système de classification des sols AASHTO, la distinction sand-silt est établie à taille de particule de 0,075 mm (c'est-à-dire matériel passant le tamis # 200). Les silts et les argiles se distinguent mécaniquement par leur plasticité.

## Impacts environnementaux
Le silt se transporte facilement dans l'eau ou dans un autre liquide et est suffisamment fin pour être transporté sur de longues distances par voie aérienne sous forme de poussière. Les dépôts épais de matériau silteux résultant du dépôt par les processus éoliens sont souvent appelés loess. Le silt et l'argile contribuent à la turbidité de l'eau. Le silt est transporté par les ruisseaux ou par les courants d'eau dans l'océan. Lorsque le silt apparaît comme un polluant dans l'eau, le phénomène est connu sous le nom de colmatage.
Le silt, déposé par les inondations annuelles le long du Nil, a créé le sol riche et fertile qui a soutenu la civilisation égyptienne antique. Le silt déposé par le fleuve Mississippi tout au long du XXe siècle a diminué en raison d'un système de digues, contribuant à la disparition des zones humides protectrices et des îles-barrières dans la région du delta entourant la Nouvelle-Orléans.
Dans le sud-est du Bangladesh, dans le district de Noakhali, des barrages transversaux ont été construits dans les années 1960 et le silt a progressivement commencé à former de nouvelles terres appelées « chars ». Le district de Noakhali a gagné plus de 73 km2 de terrain dans les 50 dernières années.
Avec un financement néerlandais, le gouvernement bangladais a commencé à aider à développer des chars plus anciens à la fin des années 1970, et l'effort est depuis devenu une opération multi-agences de construction de routes, de ponceaux, de remblais, d'abris contre les cyclones, de toilettes et d'étangs, ainsi que la distribution de terres aux colons. D'ici l'automne 2010, le programme aura alloué environ 73 km2 à 21 000 familles.
Une des principales sources de silt dans les rivières urbaines est la perturbation du sol par les activités de construction. Une des principales sources dans les rivières rurales est l'érosion due au labour des champs agricoles, à la coupe à blanc ou au traitement sur brûlis des forêts [réf. nécessaire].

## Culture
Le silt noir fertile des rives du Nil est un symbole de renaissance, associé au dieu égyptien Anubis.